# Blastophaga
Blastophaga is een geslacht van vliesvleugeligen uit de familie vijgenwespen (Agaonidae). De wetenschappelijke naam van dit geslacht is voor het eerst geldig gepubliceerd in 1829 door Gravenhorst.

## Soorten
Het geslacht Blastophaga omvat de volgende soorten:
- Blastophaga breviventris Mayr, 1885
- Blastophaga glabellae Hoffmeyer, 1932
- Blastophaga mayeri Mayr, 1885
- Blastophaga nipponica Grandi, 1922
- Blastophaga pedunculosae Chen & Chou, 1997
- Blastophaga psenes (Linnaeus, 1758)
- Blastophaga quadrupes Mayr, 1885
- Blastophaga silvestriana Grandi, 1935
- Blastophaga taiwanensis Chen & Chou, 1997
- Blastophaga tannoensis Chen & Chou, 1997
- Blastophaga yeni Chen & Chou, 1997